# 佳能 EOS R50
佳能 EOS R50，是由佳能于2023年3月16日发布并于同年3月24日開賣的無反光鏡可換鏡頭相機，属于EOS R 系列。
R50跟同系列佳能EOS R系列相機使用相同的RF卡口鏡頭。

## 主要概述
EOS R50是目前最輕的EOS R系列相機，重量僅375克，它具備無裁切6K超取樣4K30p短片功能，可拍攝出高畫質影片；「近拍展示」模式則可拍攝產品或料理特寫。
此外，EOS R50還提供「創意包圍」和「進階A+」等功能，讓使用者得以拍出具藝術效果照片。

## 可用鏡頭
R50可以使用任何RF-S和RF卡口的鏡頭，但使用全畫幅RF鏡頭時會進行（1.6 倍裁剪模式）另外也可以使用EF-EOSR轉接環，轉接EF-S和（EF卡口之鏡頭也需要進行1.6倍裁剪模式）

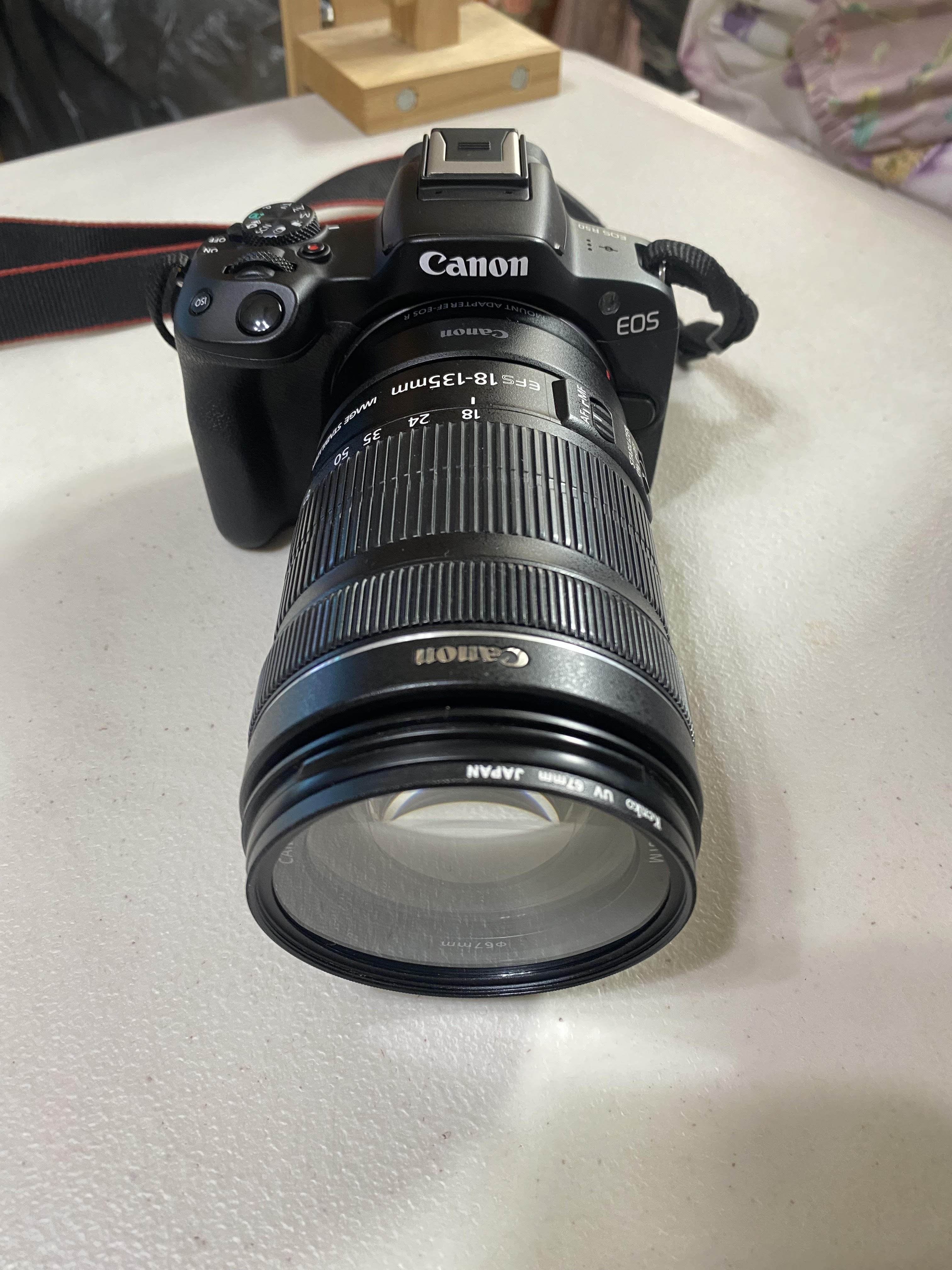
EF-EOS R轉接環+EF-S 18-135MM IS STM
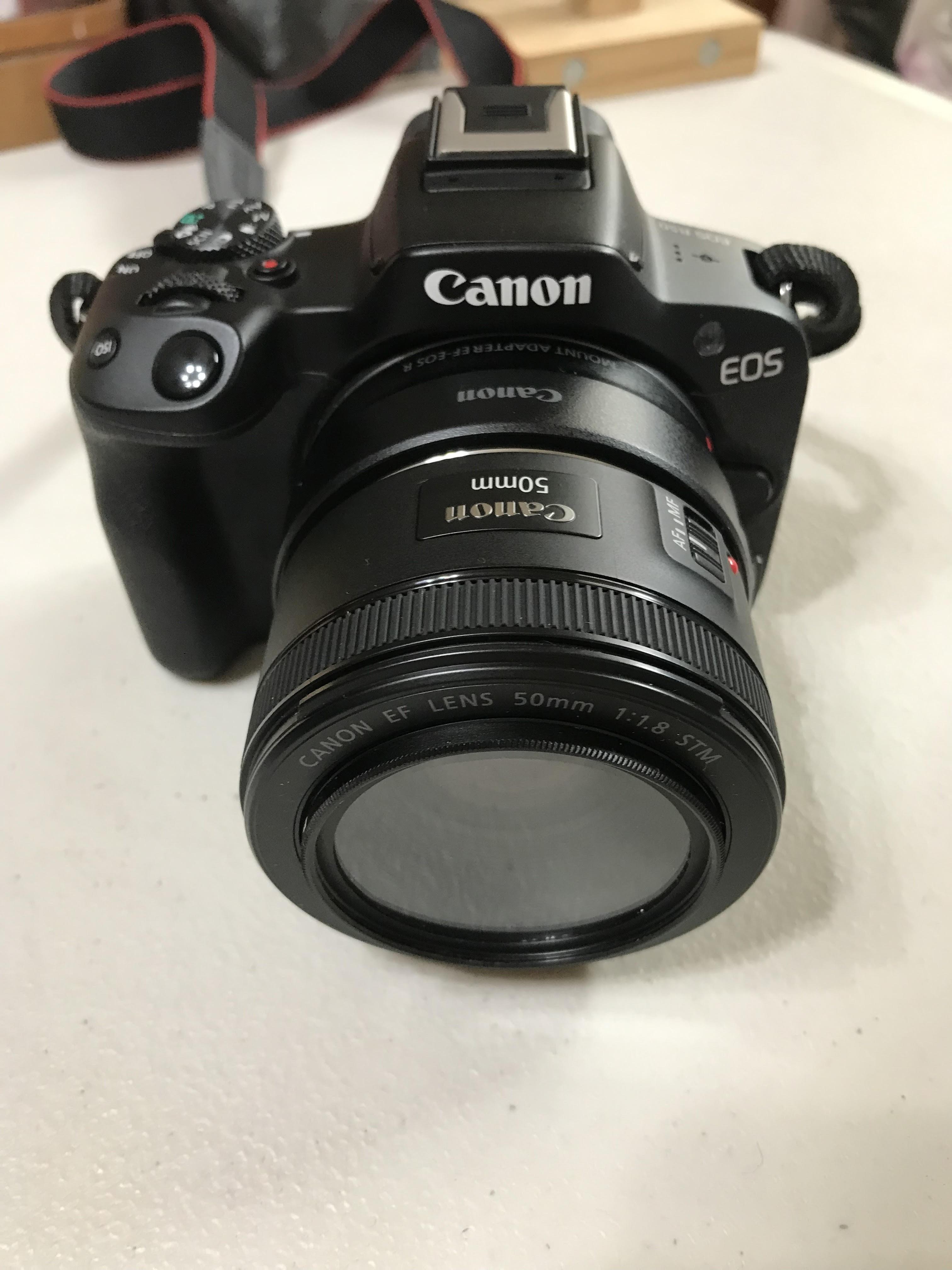
EF-EOS R轉接環+EF 50MM  F1.8 STM

## 外部連結
- R50官方介紹
- Canon EOS R50 Specs
- Canon EOS R50 Guides & Resources
- EOS R50 (Body) 超輕巧VLOG無反光鏡相機